# Tulce
Tulce (prononciation : [ˈtult͡sɛ], en allemand : Brenkhausen) est un village polonais de la gmina de Kleszczewo dans le powiat de Poznań de la voïvodie de Grande-Pologne dans le centre-ouest de la Pologne.
Il se situe à environ 6 kilomètres à l'ouest de Kleszczewo (siège de la gmina) et à 13 kilomètres au sud-est de Poznań (siège du powiat et capitale régionale).

## Histoire
De 1975 à 1998, le village faisait partie du territoire de la voïvodie de Poznań.

Depuis 1999, Tulce est situé dans la voïvodie de Grande-Pologne.
Le village possède une population de 2 675 habitants en 2014.